# Johannes Pery
Johannes Pery (* 1670 in Kaisersteinbruch, Westungarn, heute Burgenland; † 30. März 1705 ebenda) war ein österreichischer Steinmetzmeister und Bildhauer des Barock. Er wird in manchen Schriften auch als Peri bezeichnet.

## Leben
Johannes Pery, Sohn des in Kaisersteinbruch ansässigen Bildhauers und Steinmetzmeisters Antonius Pery, der von Lugano in der Schweiz zugewandert war, und der Anna Catharina, geborene Retacco, verwitwet nach Johann Lorentisch, wurde 1684 Lehrling bei Richter und Hofsteinmetzmeister Ambrosius Ferrethi. Die Eltern waren bereits verstorben, der Vater durch die Kriegsereignisse umgekommen. Der Vater, und damit die ganze Familie, waren 1680 Wiener Bürger und da die Mutter geerbt hatte, Hausbesitzer im Bereich der heutigen Wipplingerstraße geworden. 1689 sprach ihn sein Lehrherr zum Gesellen frei, der zu dieser Zeit am Auftrag der Mariahilfer Kirche arbeitete.
Der junge Meister heiratete 1697 in der Kaisersteinbrucher Kirche Catharina Herstorfferin, aus einer einflussreichen Wiener Steinmetzfamilie. Der Großvater Hans Herstorffer, Dombaumeister zu St. Stephan und Obervorsteher der Wiener Bauhütte, hatte sich im kaiserlichen Steinbruch groß eingekauft und damit in der Steinmetzbruderschaft beachtlichen Aufruhr verursacht. Das alles war Geschichte, Catharina kam in den Steinbruch, hier wurden ihre Kinder geboren.
Seine Schwester Catharina heiratete 1690 den Eggenburger Steinmetzmeister Reichardt Fux, der 1696 nach Ferrethis Tod das Richteramt erhielt. Nach dessen Ableben 1699 erbte Pery ein Stockgebäude mit Haus. Die zweite Schwester Maria Dyonisia heiratete 1694 den Steinmetzgesellen Franz Grämäschi, seine Eltern lebten in Sommerein. 1703 nahm er Jacob Fux, Sohn seiner Schwester, als Lehrling auf.
Am 29. März 1705 starb Johannes mit 35 Jahren, es war ein großes Sterben zu dieser Zeit, von den Kindern überlebte, noch zu seiner Lebenszeit, einzig Sohn Martin. Witwe Catharina, 29-jährig, heiratete hier den herrschaftlichen Jäger Johann Georg Flaschütz. Bei einem so jungen Meister ist es schwer, ihn namentlich bei Aufträgen zu finden, da er meist als Mitmeister tätig war. Bei der amtlichen Schätz und Abhandlung waren hohe Ausstände in Wien einzufordern, und in seinem Steinbruch gebrochene und ausgearbeitete Steine für Johann Paul Schilck, von diesem noch zu bezahlen.
Hier soll festgehalten werden, dass die hier angeführten Werke der Kaisersteinbrucher Steinmetzbruderschaft nur ein Bruchteil der tatsächlich ausgeführten Arbeiten sein können.

### Sohn Martin
Sohn Martin (* 1700) erlernte auch das Steinmetzhandwerk, wurde Geselle, heiratete Catharina, Sohn Joseph, am 28. April 1729 endeten seine Erdentage mit 29 Jahren. Danach keine weiteren Daten.
Grabplatte der Catharina und Familie. HIER RUEHET FRAU CATHARINA MIT IHREN BEEDEN EHE MAENNERN UND LIEBEN SOHN / SIE STURB DEN 1.DEN DECEMBER 1712 ALT 36 JAHR / JOHANNES PERRI IHR ERSTER MAN STEINMÖTZ MEISTER STURB 30. MARZI 1705 ALT 35 JAHR / GEORG FLASHITZ IHR 2DER MAN JAEGER ALHIER, STURB DEN 7DEN APRIL 1729 ALT 58 JAHR / MARTIN PERRI EIN SOHN ENTGING DER WELT DEN 28DEN APRIL 1729 ALT 29 JAHR. GOTT GIB IHNEN DIE EWIGE RUHE. AMEN.

## Archivalien
- Wiener Stadt- und Landesarchiv: Steinmetzakten, Bruderschaftsbuch.
- Stift Heiligenkreuz Archiv: Kirchenbücher, Register, Steinmetz, Nachlass Johannes Pery